# Бломе (село)
Бломе (латыш. Blome) — населённый пункт в Смилтенском крае Латвии. Административный центр Бломской волости. Находится на реке Нигра неподалёку от региональной автодороги P18 (Валмиера — Смилтене). Расстояние до города Смилтене составляет около 7,5 км, расстояние до города Валка — около 52 км. По данным на 2015 год, в населённом пункте проживало 253 человека.

## История
В советское время населённый пункт был центром Бломского сельсовета Валкского района. В селе располагался колхоз «Узвара».

## Достопримечательности
Поместье Бломе — объект культурного наследия.